# NGC 1730
NGC 1730 = IC 2113 ist eine Balken-Spiralgalaxie vom Hubble-Typ SBa im Sternbild Hase nördlich der Ekliptik. Sie ist schätzungsweise 172 Millionen Lichtjahre von der Milchstraße entfernt und hat einen Durchmesser von etwa 120.000 Lj.

Im selben Himmelsareal befinden sich u. a. die Galaxien NGC 1710 und IC 2104.
Das Objekt wurde am 14. November 1885 vom US-amerikanischen Astronomen Francis Leavenworth entdeckt.